# Three Kingdoms: Fate of the Dragon
Three Kingdoms: Fate of the Dragon (с англ. — «Три Королевства: Судьба Дракона») — компьютерная игра в жанре стратегии в реальном времени, разработанная Object Software Limited и Overmax Studios и изданная Eidos Interactive Limited в 2001 году. В 2002 году вышел сиквел под названием Dragon Throne: Battle of Red Cliffs. Игра основана на романе «Троецарствие».
Игра получила смешанные отзывы. Многие критики отмечают вторичность игры по сравнению с другими представителями жанра стратегии в реальном времени. В рецензиях наблюдаются противоречивые мнения по поводу углубления игрового процесса. Графическую и звуковую составляющую игры многие критики оценили как среднюю.

## Сюжет
Сюжет игры основан на романе «Троецарствие», авторство которого приписывается Ло Гуаньчжуну. В романе рассказывается об одноимённой эпохе в китайской истории. Издревле в Китае возникали различные крестьянские волнения. В 184 году случилось одно из самых кровопролитных из них, называющееся восстание «Жёлтых повязок». Оно привело к дестабилизации и свержению власти династии Хань, вылившееся в начало долгого периода междоусобных войн, который свёлся к противостоянию трёх самых влиятельных военачальников.

## Восприятие
| Сводный рейтинг       | Сводный рейтинг |
| Агрегатор             | Оценка          |
| --------------------- | --------------- |
| GameRankings          | 70,29 %         |
| Metacritic            | 71/100          |
| «Критиканство»        | 67/100          |
| Иноязычные издания    |                 |
| Издание               | Оценка          |
| CGM                   | [ 6 ]           |
| CGW                   | [ 7 ]           |
| GameSpot              | 7,4/10          |
| GameSpy               | 88/100          |
| IGN                   | 8,0/10          |
| Русскоязычные издания |                 |
| Издание               | Оценка          |
| Absolute Games        | 75 %            |
| Game.EXE              | 3,2/5           |
| «Игромания»           | 6,0/10          |
| «НИМ»                 | 6,1/10          |
| «Страна игр»          | 7,0/10          |

Согласно агрегатору рецензий Metacritic, Three Kingdoms: Fate of the Dragon получила «смешанные отзывы» от критиков. Уильям Эбнер из Computer Games Magazine считает, что в игру невесело играть из-за ненужного углубления игрового процесса, например, необходимости поддерживать солдат сытыми или тумана войны, закрывающего уже изученные области. Тьерри Нгуен из Computer Gaming World так же отмечает «надоедливость» нововведений. Также он пишет: «<…> по большей части [игра] ощущается как китайский клон Age of Empires II». Редакция из GameSpot отмечает, что игра может увлечь людей, интересующихся эпохой Троецарствия, но в остальном ничем не выделяется от других игр жанра RTS. Дэн Эдамс из IGN в заключении своей рецензии пишет, что игра неплоха и в неё стоит поиграть ради её нововведений, несмотря на не лучшую графику и звуковое сопровождение.
Русскоязычные издания так же нередко обращают внимание на вторичность игры. Так, редакция журнала «Игромания» назвала Fate of the Dragon «очередным клоном Age of Empires», при этом отмечая что, с исторической точки зрения игра уступает только «Казакам». «Hungry Ducky» из «Навигатора игрового мира» также пишет о вторичности игры по отношению к «Казакам», но упоминает, что игра неплохо подходит для людей незнакомых с жанром стратегии в реальном времени. Также он оценил графическую часть игры как «неплохо, но ничего особенного». Алексей Усачев из «Страны игр» отмечает: «Разработчики хорошо постарались, убрав ошибки своих предшественников, и довели до минимума количество ляпов».

## Комментарии и примечания

### Комментарии
1. ↑  В Северной Америке игра издавалась под кратким названием Fate of the Dragon. В Китае игра издавалась под названием 三分天下.